# Levio
Levio (in latino Laevius; fl. I secolo a.C.) è stato un poeta romano.

## Biografia
Precursore della corrente dei poetae novi, fu il più significativo tra i preneoterici.
Non si conosce alcun particolare della sua vita; la sua attività è tuttavia collocabile al principio del I secolo a.C., dal momento che in un frammento della sua opera riportato da Aulo Gellio nelle sue Noctes Atticae egli faceva riferimento ad una lex Licinia promulgata nel 103 a.C. per limitare il lusso dei banchetti nuziali e di altre feste.

## Opere
A differenza di Quinto Lutazio Catulo e dei poeti della sua cerchia, che si erano limitati a comporre brevi carmina di carattere personale, Levio si cimentò nella narrazione erotico-mitologica in versi, tipica della letteratura ellenistica alessandrina. Scrisse dunque degli Erotopaegnia (Scherzi d'amore) in più libri: l'opera narrava gli amori di alcuni personaggi del mito, quali Elena, Ettore e Andromaca, le Sirene, Circe, Adone, Alcesti, Protesilao e Laodamia, ed era infatti formata da più componimenti poetici, quali l'Adonis, i Centauri, l'Helena, l'Ino, la Protesilaudamia e la Sirenocirca.
Oltre alla predilezione per la materia amorosa, tipica della letteratura alessandrina, dal titolo dell'opera di Levio risulta chiara anche la concezione della poesia come raffinato e leggero lusus, che precorre la poetica di Gaio Valerio Catullo e dei neoteroi. Degli Erotopaegnia sono giunti ad oggi quasi trenta frammenti, per un totale di circa cinquanta versi; essi mostrano la ricerca di una lingua colta e raffinata, che si esplica nella presenza di termini particolarmente rari e di diminutivi leziosi e nella ricerca di novità formali. Parimenti, le variazioni metriche: infatti, si registra nell'opera la presenza di dimetri giambici, dimetri anapestici, versi dattilici, anacreontici, ionici a maiore, coliambi ed enedecasillabi e la creazione di termini composti e neologismi, quali i titoli Protesilaudamia o Sirenocirca, sono il segnale di uno sperimentalismo linguistico che sarebbe poi stato alla base dell'opera dei poetae novi. È, altresì, nota la composizione anche di carmina figurati, come Phoenix, in cui il componimento era disposto a formare il disegno delle ali di una fenice.
Levio non godette di grande fama presso gli altri autori antichi di epoca classica, e infatti non fu nominato da Publio Ovidio Nasone nell'elenco dei poeti erotici presente nel secondo libro dei Tristia. Non è chiaro se a lui si riferisse Gaio Svetonio Tranquillo, che nel De grammaticis parlò di un tale Levio Melisso. Maggiore interesse suscitò invece la sua opera presso gli autori del II secolo d.C., animati dall'interesse erudito per le antichità della letteratura latina, quali Marco Cornelio Frontone, Gellio e Apuleio, che parlò di Levio come di un autore che aveva riscosso, in vita, un certo successo.